# USS Long Island (CVE-1)
«Лонг Айленд» (англ. USS Long Island (CVE-1)) — американський ескортний авіаносець часів Другої світової війни однойменного типу.

## Історія служби
Закладений 7 липня 1939 року, спущений на воду 11 січня 1940 року як транспортне судно «Мормакмейл» (англ. Mormacmail) на верфі «Сан Шипбілдинг» (англ. Sun Shipbuilding) в Честері, штат Пенсільванія. 6 березня 1941 року «Мормакмейл» був придбаний ВМС США для перебудови на ескортний авіаносець. Вступив у стрій 2 червня 1941 року.
Після участі в «Нейтральному патрулі» (з серпня по грудень 1941 року) переведений на Тихий океан, де здійснював перевезення сухопутних літаків та використовувався як навчальний авіаносець.
У лютому 1944 року перекласифікований в авіатранспорт.
26 березня 1946 року виведений з бойового складу, 12 квітня 1947 року виключений зі списків флоту. 24 квітня 1947 року проданий на злам, але 12 березня 1948 року перепроданий та переобладнаний в торгове судно «Nelly» (з 1953 року — «Seven Seas» ).
Зданий на злам в 1977 році.